# 1. HNL 2020./21.
Prva hrvatska nogometna liga 2020./21. (službeno, iz sponzorskih razloga: Hrvatski Telekom Prva liga) je 30. sezona 1. HNL koja je započela 14. kolovoza 2020., a završila je 22. svibnja 2021. Deset momčadi odigralo je 36 utakmica četverokružnim sustavom uz stanku na prijelazu godina koja sezonu dijeli na proljetni i jesenski dio. 
 
Kao posljedica pandemije COVID-19 u svijetu i Hrvatskoj, utakmice 1. HNL do petoga kola igrale su se bez prisutnosti gledatelja. Nakon loše epidemiološke situacije u Hrvatskoj, odlučeno je da se od 10. kola ponovno igra bez gledatelja. Zbog epidemije, ovogodišnja sezona započela je u nešto kasnijem terminu nego što je prvotno planirano.
Tri kola prije završetka prvenstva, naslov prvaka je osigurao zagrebački Dinamo.

## Momčadi
| Klub             | Grad          | Stadion                           | Kapacitet | Trener           | Kapetan             | Športski partner | Glavni sponzor       |
| ---------------- | ------------- | --------------------------------- | --------- | ---------------- | ------------------- | ---------------- | -------------------- |
| GNK Dinamo       | Zagreb        | Stadion Maksimir                  | 35.123    | Damir Krznar     | Arijan Ademi        | Adidas           | Lana grupa           |
| HNK Gorica       | Velika Gorica | Gradski stadion                   | 8000      | Siniša Oreščanin | Aleksandar Jovičić  | Alpas            | -                    |
| HNK Hajduk       | Split         | Gradski stadion Poljud            | 35.000    | Paolo Tramezzani | Lovre Kalinić       | Macron           | Tommy                |
| NK Istra 1961    | Pula          | Stadion Aldo Drosina              | 10.000    | Danijel Jumić    | Slavko Blagojević   | Kelme            | Croatia osiguranje   |
| NK Lokomotiva    | Zagreb        | Stadion Kranjčevićeva             | 8850      | Samir Toplak     | Josip Pivarić       | Adidas           | -                    |
| NK Osijek        | Osijek        | Stadion Gradski vrt               | 19.000    | Nenad Bjelica    | Mile Škorić         | 2Rule            | DOBRO, Stadler       |
| HNK Rijeka       | Rijeka        | Stadion Rujevica                  | 8279      | Goran Tomić      | Franko Andrijašević | Joma             | Sava Osiguranje      |
| NK Slaven Belupo | Koprivnica    | Gradski stadion „Ivan Kušek Apaš” | 3205      | Tomislav Stipić  | Goran Paracki       | Adidas           | Belupo (Podravka)    |
| HNK Šibenik      | Šibenik       | Stadion Šubićevac                 | 3412      | Sergi Escobar    | Marko Bulat         | Jako             | Nacionalni park Krka |
| NK Varaždin      | Varaždin      | Stadion Varteks                   | 10.800    | Zoran Kastel     | Marko Stolnik       | Legea            | Radnik, Derma        |

### Trenerske promjene
| Momčad        | Bivši trener       | Razlog odlaska         | Datum odlaska      | Novi trener      | Datum imenovanja   | Pozicija   |
| ------------- | ------------------ | ---------------------- | ------------------ | ---------------- | ------------------ | ---------- |
| Istra 1961    | Ivan Prelec        | Kraj ugovora           | 14. srpnja 2020.   | Danijel Jumić    | 16. srpnja 2020.   | Predsezona |
| Hajduk        | Igor Tudor         | Potpisao za Juventus   | 21. kolovoza 2020. | Hari Vukas       | 21. kolovoza 2020. | 3.         |
| Istra 1961    | Danijel Jumić      | Potpisali Budicina     | 26. kolovoza 2020. | Fausto Budicin   | 26. kolovoza 2020. | 10.        |
| Osijek        | Ivica Kulešević    | Otkaz                  | 4. rujna 2020.     | Nenad Bjelica    | 5. rujna 2020.     | 8.         |
| Hajduk        | Hari Vukas         | Otkaz                  | 4. studenoga 2020. | Boro Primorac    | 4. studenoga 2020. | 6.         |
| Varaždin      | Samir Toplak       | Otkaz                  | 7. prosinca 2020.  | Zoran Kastel     | 7. prosinca 2020.  | 9.         |
| Gorica        | Valdas Dambrauskas | Potpisao za Ludogorec  | 3. siječnja 2021.  | Siniša Oreščanin | 3. siječnja 2021.  | 3.         |
| Lokomotiva    | Goran Tomić        | Odstupio               | 9. siječnja 2021.  | Jerko Leko       | 9. siječnja 2021.  | 8.         |
| Hajduk        | Boro Primorac      | Potpisali Tramezzanija | 18. siječnja 2021. | Paolo Tramezzani | 18. siječnja 2021. | 5.         |
| Istra 1961    | Fausto Budicin     | Otpušten               | 11. veljače 2021.  | Danijel Jumić    | 11. veljače 2021.  | 10.        |
| Rijeka        | Simon Rožman       | Odstupio               | 27. veljače 2021.  | Goran Tomić      | 1. ožujka 2021.    | 4.         |
| Lokomotiva    | Jerko Leko         | Otpušten               | 13. ožujka 2021.   | Samir Toplak     | 14. ožujka 2021.   | 10.        |
| Dinamo Zagreb | Zoran Mamić        | Odstupio               | 15. ožujka 2021.   | Damir Krznar     | 15. ožujka 2021.   | 1.         |
| Šibenik       | Krunoslav Rendulić | Otpušten               | 23. ožujka 2021.   | Sergi Escobar    | 30. ožujka 2021.   | 6.         |

## Stadioni
| Dinamo Zagreb         | Gorica | Hajduk Split | Istra 1961           |
| --------------------- | --- | --- | -------------------- |
| Stadion Maksimir      | Gradski stadion Velika Gorica                                                                                   | Stadion Poljud                                                                                                  | Stadion Aldo Drosina |
| Kapacitet: 35.123     | Kapacitet: 5000                                                                                                 | Kapacitet: 34.198                                                                                               | Kapacitet: 9800      |
|                       | | |                      |
| Lokomotiva            | Dinamo · LokomotivaGoricaHajdukIstra 1961OsijekRijekaSlavenŠibenikVaraždinclass=notpageimage\| 1. HNL 2020./21. | Dinamo · LokomotivaGoricaHajdukIstra 1961OsijekRijekaSlavenŠibenikVaraždinclass=notpageimage\| 1. HNL 2020./21. | Osijek               |
| Stadion Kranjčevićeva | Dinamo · LokomotivaGoricaHajdukIstra 1961OsijekRijekaSlavenŠibenikVaraždinclass=notpageimage\| 1. HNL 2020./21. | Dinamo · LokomotivaGoricaHajdukIstra 1961OsijekRijekaSlavenŠibenikVaraždinclass=notpageimage\| 1. HNL 2020./21. | Stadion Gradski vrt  |
| Kapacitet: 8850       | Dinamo · LokomotivaGoricaHajdukIstra 1961OsijekRijekaSlavenŠibenikVaraždinclass=notpageimage\| 1. HNL 2020./21. | Dinamo · LokomotivaGoricaHajdukIstra 1961OsijekRijekaSlavenŠibenikVaraždinclass=notpageimage\| 1. HNL 2020./21. | Kapacitet: 17.061    |
|                       | Dinamo · LokomotivaGoricaHajdukIstra 1961OsijekRijekaSlavenŠibenikVaraždinclass=notpageimage\| 1. HNL 2020./21. | Dinamo · LokomotivaGoricaHajdukIstra 1961OsijekRijekaSlavenŠibenikVaraždinclass=notpageimage\| 1. HNL 2020./21. |                      |
| Rijeka                | Slaven Belupo                                                                                                   | Šibenik | Varaždin             |
| Stadion Rujevica      | Stadion Ivan Kušek-Apaš                                                                                         | Stadion Šubićevac                                                                                               | Stadion Varteks      |
| Kapacitet: 8279       | Kapacitet: 3205                                                                                                 | Kapacitet: 3412                                                                                                 | Kapacitet: 8850      |
|                       | | |                      |

## Ljestvica
| Poz. | Momčad            | U  | P  | N  | I  | G+ | G– | G+/– | Bod. | Nastavak natjecanja ili ispadanje |
| ---- | ----------------- | -- | -- | -- | -- | -- | -- | ---- | ---- | --------------------------------- |
| 1.   | Dinamo Zagreb (P) | 36 | 26 | 7  | 3  | 84 | 28 | +56  | 85   | UEFA Liga prvaka                  |
| 2.   | Osijek            | 36 | 23 | 8  | 5  | 59 | 25 | +34  | 77   | UEFA Europska konferencijska liga |
| 3.   | Rijeka            | 36 | 18 | 7  | 11 | 51 | 46 | +5   | 61   | UEFA Europska konferencijska liga |
| 4.   | Hajduk Split      | 36 | 18 | 6  | 12 | 48 | 37 | +11  | 60   | UEFA Europska konferencijska liga |
| 5.   | Gorica            | 36 | 17 | 8  | 11 | 60 | 47 | +13  | 59   |                                   |
| 6.   | Šibenik           | 36 | 9  | 8  | 19 | 32 | 47 | −15  | 35   |                                   |
| 7.   | Slaven Belupo     | 36 | 7  | 13 | 16 | 36 | 53 | −17  | 34   |                                   |
| 8.   | Lokomotiva Zagreb | 36 | 7  | 9  | 20 | 29 | 60 | −31  | 30   |                                   |
| 9.   | Istra 1961        | 36 | 7  | 8  | 21 | 27 | 52 | −25  | 29   |                                   |
| 10.  | Varaždin (R)      | 36 | 6  | 10 | 20 | 30 | 61 | −31  | 28   | 2. HNL                            |

## Rezultatska križaljka
stanje: 36. kolo, ažurirano 22. svibnja 2021.
| kratica | klub | 1. – 18. kolo | 1. – 18. kolo | 1. – 18. kolo | 1. – 18. kolo | 1. – 18. kolo | 1. – 18. kolo | 1. – 18. kolo | 1. – 18. kolo | 1. – 18. kolo | 1. – 18. kolo | | 19. – 36. kolo | 19. – 36. kolo | 19. – 36. kolo | 19. – 36. kolo | 19. – 36. kolo | 19. – 36. kolo | 19. – 36. kolo | 19. – 36. kolo | 19. – 36. kolo | 19. – 36. kolo |
| kratica | klub | DIN | GOR | HAJ | IST | LOK | OSI | RIJ | SLB | ŠIB | VAR | DIN | GOR | HAJ | IST | LOK | OSI | RIJ | SLB | ŠIB | VAR |                |
| --- | --- | --- | --- | --- | --- | --- | --- | --- | --- | --- | --- | --- | --- | --- | --- | --- | --- | --- | --- | --- | --- | -------------- |
| DIN | Dinamo | | 3:2 | 3:1 | 5:0 | 6:0 | 4:1 | 0:2 | 3:3 | 1:2 | 4:0 | | 1:0 | 2:0 | 1:0 | 2:0 | 1:0 | 2:0 | 3:0 | 2:2 | 1:0 |                |
| GOR | Gorica | 3:4 | | 2:1 | 2:2 | 1:1 | 4:1 | 0:0 | 0:1 | 3:2 | 1:0 | 0:3 | | 1:1 | 2:1 | 4:2 | 1:0 | 3:4 | 0:1 | 1:0 | 0:0 |                |
| HAJ | Hajduk | 1:2 | 2:4 | | 2:0 | 0:1 | 1:1 | 1:2 | 2:2 | 0:1 | 2:0 | 1:1 | 4:0 | | 1:0 | 2:0 | 0:1 | 3:2 | 2:2 | 1:0 | 2:0 |                |
| IST | Istra 1961 | 0:1 | 1:1 | 1:0 | | 3:1 | 1:4 | 1:2 | 2:1 | 1:0 | 0:1 | 0:1 | 0:2 | 0:1 | | 1:1 | 0:2 | 1:2 | 1:0 | 3:2 | 0:1 |                |
| LOK | Lokomotiva | 1:1 | 1:2 | 1:2 | 0:0 | | 0:3 | 1:0 | 2:1 | 0:4 | 2:2 | 0:2 | 0:3 | 0:2 | 0:1 | | 0:2 | 2:3 | 3:1 | 1:0 | 4:0 |                |
| OSI | Osijek | 2:0 | 2:1 | 1:2 | 1:0 | 2:1 | | 3:0 | 0:0 | 1:0 | 1:0 | 1:1 | 1:1 | 2:0 | 2:1 | 2:0 | | 2:0 | 3:0 | 3:0 | 1:1 |                |
| RIJ | Rijeka | 2:2 | 0:2 | 0:1 | 2:1 | 1:0 | 1:1 | | 2:0 | 2:1 | 2:1 | 1:5 | 2:1 | 0:1 | 1:1 | 3:0 | 0:0 | | 1:1 | 2:2 | 2:0 |                |
| SLB | Slaven Belupo | 1:5 | 1:2 | 0:2 | 5:1 | 0:0 | 0:1 | 1:3 | | 0:0 | 2:0 | 0:2 | 0:1 | 1:1 | 1:1 | 0:0 | 2:2 | 0:2 | | 2:2 | 1:0 |                |
| ŠIB | Šibenik | 0:2 | 1:3 | 0:1 | 1:0 | 3:2 | 0:2 | 2:0 | 0:3 | | 0:1 | 1:1 | 1:1 | 0:2 | 1:0 | 0:0 | 0:4 | 0:1 | 2:0 | | 0:0 |                |
| VAR | Varaždin | 1:2 | 1:5 | 4:2 | 1:1 | 1:1 | 0:1 | 2:1 | 1:2 | 1:3 | | 0:5 | 2:1 | 0:1 | 1:1 | 0:1 | 2:3 | 2:3 | 1:1 | 1:1 | |                |
| | | | | | | | | | | | | | | | | | | | | | |                |
| podebljan rezltat – igrano u prvom (1. – 9. kolo) krugu lige rezultat normalne debljine – igrano u drugom (10. – 18. kolo) krugu lige | podebljan rezltat – igrano u prvom (1. – 9. kolo) krugu lige rezultat normalne debljine – igrano u drugom (10. – 18. kolo) krugu lige | podebljan rezltat – igrano u prvom (1. – 9. kolo) krugu lige rezultat normalne debljine – igrano u drugom (10. – 18. kolo) krugu lige | podebljan rezltat – igrano u prvom (1. – 9. kolo) krugu lige rezultat normalne debljine – igrano u drugom (10. – 18. kolo) krugu lige | podebljan rezltat – igrano u prvom (1. – 9. kolo) krugu lige rezultat normalne debljine – igrano u drugom (10. – 18. kolo) krugu lige | podebljan rezltat – igrano u prvom (1. – 9. kolo) krugu lige rezultat normalne debljine – igrano u drugom (10. – 18. kolo) krugu lige | podebljan rezltat – igrano u prvom (1. – 9. kolo) krugu lige rezultat normalne debljine – igrano u drugom (10. – 18. kolo) krugu lige | podebljan rezltat – igrano u prvom (1. – 9. kolo) krugu lige rezultat normalne debljine – igrano u drugom (10. – 18. kolo) krugu lige | podebljan rezltat – igrano u prvom (1. – 9. kolo) krugu lige rezultat normalne debljine – igrano u drugom (10. – 18. kolo) krugu lige | podebljan rezltat – igrano u prvom (1. – 9. kolo) krugu lige rezultat normalne debljine – igrano u drugom (10. – 18. kolo) krugu lige | podebljan rezltat – igrano u prvom (1. – 9. kolo) krugu lige rezultat normalne debljine – igrano u drugom (10. – 18. kolo) krugu lige | podebljan rezltat – igrano u prvom (1. – 9. kolo) krugu lige rezultat normalne debljine – igrano u drugom (10. – 18. kolo) krugu lige | podebljan rezltat – igrano u trećem (19. – 27. kolo) krugu lige rezultat normalne debljine – igrano u četvrtom (28. – 36. kolo) krugu lige | podebljan rezltat – igrano u trećem (19. – 27. kolo) krugu lige rezultat normalne debljine – igrano u četvrtom (28. – 36. kolo) krugu lige | podebljan rezltat – igrano u trećem (19. – 27. kolo) krugu lige rezultat normalne debljine – igrano u četvrtom (28. – 36. kolo) krugu lige | podebljan rezltat – igrano u trećem (19. – 27. kolo) krugu lige rezultat normalne debljine – igrano u četvrtom (28. – 36. kolo) krugu lige | podebljan rezltat – igrano u trećem (19. – 27. kolo) krugu lige rezultat normalne debljine – igrano u četvrtom (28. – 36. kolo) krugu lige | podebljan rezltat – igrano u trećem (19. – 27. kolo) krugu lige rezultat normalne debljine – igrano u četvrtom (28. – 36. kolo) krugu lige | podebljan rezltat – igrano u trećem (19. – 27. kolo) krugu lige rezultat normalne debljine – igrano u četvrtom (28. – 36. kolo) krugu lige | podebljan rezltat – igrano u trećem (19. – 27. kolo) krugu lige rezultat normalne debljine – igrano u četvrtom (28. – 36. kolo) krugu lige | podebljan rezltat – igrano u trećem (19. – 27. kolo) krugu lige rezultat normalne debljine – igrano u četvrtom (28. – 36. kolo) krugu lige | podebljan rezltat – igrano u trećem (19. – 27. kolo) krugu lige rezultat normalne debljine – igrano u četvrtom (28. – 36. kolo) krugu lige |                |

 Izvori: 

## Statistike

### Strijelci
Statistika strijelaca ažurirana je 22. svibnja 2021. (36. kolo).
Strijelci 10 i više pogodaka
| Mjesto | Igrač               | Momčad  | Golovi |
| ------ | ------------------- | ------- | ------ |
| 1.     | Ramón Miérez        | Osijek  | 22     |
| 2.     | Mislav Oršić        | Dinamo  | 16     |
| 2.     | Mario Gavranović    | Dinamo  | 16     |
| 4.     | Kristijan Lovrić    | Gorica  | 15     |
| 5.     | Franko Andrijašević | Rijeka  | 13     |
| 6.     | Deni Jurić          | Šibenik | 11     |

Izvor:
 

## Najbolja momčad sezone
| Golman                     | Obrana                                                                                                | Veza                                                              | Napad                                                               |
| -------------------------- | --- | ----------------------------------------------------------------- | ------------------------------------------------------------------- |
| Dominik Livaković (Dinamo) | Joško Gvardiol (Dinamo) Mile Škorić (Osijek) Rasmus Lauritsen (Dinamo) Igor Silva de Almeida (Osijek) | Luka Ivanušec (Dinamo) Lovro Majer (Dinamo) Arijan Ademi (Dinamo) | Mislav Oršić (Dinamo) Bruno Petković (Dinamo) Ramón Miérez (Osijek) |

| Najbolji igrač lige (MVP) | Najbolji mladi igrač lige | Najbolji trener lige   |
| ------------------------- | ------------------------- | ---------------------- |
| Bruno Petković (Dinamo)   | Joško Gvardiol (Dinamo)   | Nenad Bjelica (Osijek) |

Izvor:

## Unutarnje poveznice
- 2. HNL 2020./21.
- 3. HNL 2020./21.
- 4. rang HNL-a 2020./21.
- 5. rang HNL-a 2020./21.
- 6. rang HNL-a 2020./21.
- 7. rang HNL-a 2020./21.
- Hrvatski nogometni kup 2020./21.

## Vanjske poveznice
- prvahnl.hr  Arhivirana inačica izvorne stranice od 11. srpnja 2015. (Wayback Machine)
- hrnogomet.com – Statistike hrvatskog nogometa
- hns-cff.hr, stranica lige
- uefa.com, stranica lige